# Јужни δ-Аквариди
Јужни δ-Аквариди су метеорски рој који припада комплексу Орионида. Анализом готово 5000 метеора чији су радијанти у овој регији, установљено је да већина δ-Акварида између 21. јула и 11. августа припада северном огранку (који је сада припојен антихелионидима), док се Јужни δ-Аквариди издвајају једино у време свог максимума. Јужне δ-Аквариде могуће је посматрати до 45° северне географске ширине, северније од тога радијант није довољно високо.